# Walther Schubring
Julius Hermann Wolfgang Walther Schubring (auch: Walter; * 10. Dezember 1881 in Lübeck; † 13. April 1969 in Hamburg) war ein deutscher Indologe.

## Leben
Walther Schubring war ein Sohn des Altphilologen Julius Schubring.
Als Schüler von Ernst Leumann (1859–1931) in Straßburg spezialisierte er sich in der Jainismus-Forschung. Von 1907 an war er an Preußischen Staatsbibliothek in Berlin tätig, deren Jaina-Handschriften er später katalogisierte. 1917 habilitierte er sich und wurde 1920 auf den Indologie-Lehrstuhl der Universität Hamburg berufen, wo er bis zu seiner Emeritierung lehrte. Im November 1933 unterzeichnete er das Bekenntnis der deutschen Professoren zu Adolf Hitler. 1938 wurde er zum korrespondierenden Mitglied der Göttinger Akademie der Wissenschaften gewählt.
Walther Schubring besaß ein Autograph der Bach-Kantate Allein zu dir, Herr Jesu Christ (BWV 33), das seinem Großvater Julius Schubring wahrscheinlich von dessen Freund Felix Mendelssohn Bartholdy geschenkt worden war. Es wurde 1965 über das Auktionshaus Stargardt verkauft, befindet sich heute in der Scheide Library der Princeton University und ist digitalisiert.

## Werke (Auswahl)
- Worte Mahaviras. Kritische Übersetzung aus dem Kanon der Jaina. Verlag Vandenhoeck & Ruprecht, Göttingen 1926. (Hrsg. Religionsgeschichtliche Kommission bei der Gesellschaft der Wissenschaft zu Göttingen, Quellen der Religionsgeschichte Gruppe 7, Band 14)
- Die Jainas. Tübingen: J. C. B. Mohr 1927 (Religionsgeschichtliches Lesebuch; 7)
- Die Lehre der Jainas: Nach den alten Quellen. Berlin, Leipzig: de Gruyter 1935 (Grundriss der indo-arischen Philologie und Altertumskunde; Bd. 3, H. 7)

engl.: The Doctrine of the Jainas: Described After the Old Sources. Translated from the revised German edition by Wolfgang Beurlen. Reprint. First published in 1962. Delhi: Motilal Banarsidass 1995. ISBN 81-208-0933-5.
- Die Jaina-Handschriften der Preussischen Staatsbibliothek: Neuerwerbungen seit 1891. Leipzig: Harrassowitz 1944 (Verzeichnis der Handschriften im Deutschen Reich; T. 3, N. F. Reihe 1, Bd. 1)
- als Herausgeber gemeinsam mit Wilhelm Gundert, Annemarie Schimmel: Lyrik des Ostens. München: Hanser 1952.
- Der Jainismus. Stuttgart: Kohlhammer 1964 (Die Religionen der Menschheit. Bd. 13. Die Religionen Indiens. 3.)

engl.: The Religion of the Jainas. Transl. from the German by Amulyachandra Sen; T. C. Burke. Calcutta: Sanskrit College 1966
- Kleine Schriften. Hrsg. von Klaus Bruhn. Wiesbaden: Steiner 1977 (Glasenapp-Stiftung; Bd. 13) ISBN 3-447-04858-1